# Sébastien Rosseler
Sébastien Rosseler (født 15. juni 1981) er en belgisk forhenværende professionel cykelrytter.